# فأر جيبي أبيض الأذن
فأر جيبي أبيض الأذن (الاسم العلمي: Perognathus alticola) هو نوع من الحيوانات يتبع جنس فأر جيبي حريري من فصيلة الغوفرية.